# Natalia Íshchenko
Natalia Íshchenko –en ruso, Наталья Ищенко– (8 de abril de 1986) es una deportista rusa que compitió en natación sincronizada.
Participó en tres Juegos Olímpicos de Verano entre los años 2008 y 2016, obteniendo cinco medallas de oro: una en Pekín 2008, dos en Londres 2012 y dos en Río de Janeiro 2016. Ganó veintiuna medallas en el Campeonato Mundial de Natación entre los años 2005 y 2015, y catorce medallas en el Campeonato Europeo de Natación entre los años 2004 y 2016.

## Palmarés internacional
| Juegos Olímpicos   | Juegos Olímpicos         | Juegos Olímpicos | Juegos Olímpicos  |
| Año                | Lugar                    | Medalla          | Prueba            |
| ------------------ | ------------------------ | ---------------- | ----------------- |
| 2008               | Pekín (China)            | Medalla de oro   | Equipo            |
| 2012               | Londres (Reino Unido)    | Medalla de oro   | Dúo               |
| 2012               | Londres (Reino Unido)    | Medalla de oro   | Equipo            |
| 2016               | Río de Janeiro (Brasil)  | Medalla de oro   | Dúo               |
| 2016               | Río de Janeiro (Brasil)  | Medalla de oro   | Equipo            |
| Campeonato Mundial |                          |                  |                   |
| Año                | Lugar                    | Medalla          | Prueba            |
| 2005               | Montreal (Canadá)        | Medalla de oro   | Equipo            |
| 2005               | Montreal (Canadá)        | Medalla de oro   | Combinación libre |
| 2005               | Montreal (Canadá)        | Medalla de plata | Solo              |
| 2007               | Melbourne (Australia)    | Medalla de oro   | Solo técnico      |
| 2007               | Melbourne (Australia)    | Medalla de oro   | Equipo técnico    |
| 2007               | Melbourne (Australia)    | Medalla de oro   | Equipo libre      |
| 2007               | Melbourne (Australia)    | Medalla de oro   | Combinación libre |
| 2007               | Melbourne (Australia)    | Medalla de plata | Solo libre        |
| 2009               | Roma (Italia)            | Medalla de oro   | Solo técnico      |
| 2009               | Roma (Italia)            | Medalla de oro   | Solo libre        |
| 2009               | Roma (Italia)            | Medalla de oro   | Dúo libre         |
| 2009               | Roma (Italia)            | Medalla de oro   | Equipo libre      |
| 2011               | Shanghái (China)         | Medalla de oro   | Solo técnico      |
| 2011               | Shanghái (China)         | Medalla de oro   | Solo libre        |
| 2011               | Shanghái (China)         | Medalla de oro   | Dúo técnico       |
| 2011               | Shanghái (China)         | Medalla de oro   | Dúo libre         |
| 2011               | Shanghái (China)         | Medalla de oro   | Equipo libre      |
| 2011               | Shanghái (China)         | Medalla de oro   | Combinación libre |
| 2015               | Kazán (Rusia)            | Medalla de oro   | Solo libre        |
| 2015               | Kazán (Rusia)            | Medalla de oro   | Dúo técnico       |
| 2015               | Kazán (Rusia)            | Medalla de oro   | Dúo libre         |
| Campeonato Europeo |                          |                  |                   |
| Año                | Lugar                    | Medalla          | Prueba            |
| 2004               | Madrid (España)          | Medalla de plata | Solo              |
| 2006               | Budapest (Hungría)       | Medalla de oro   | Solo              |
| 2006               | Budapest (Hungría)       | Medalla de oro   | Equipo            |
| 2006               | Budapest (Hungría)       | Medalla de oro   | Combinación libre |
| 2008               | Eindhoven (Países Bajos) | Medalla de plata | Solo              |
| 2010               | Budapest (Hungría)       | Medalla de oro   | Solo              |
| 2010               | Budapest (Hungría)       | Medalla de oro   | Dúo               |
| 2010               | Budapest (Hungría)       | Medalla de oro   | Equipo            |
| 2010               | Budapest (Hungría)       | Medalla de oro   | Combinación libre |
| 2012               | Eindhoven (Países Bajos) | Medalla de oro   | Solo              |
| 2012               | Eindhoven (Países Bajos) | Medalla de oro   | Dúo               |
| 2016               | Londres (Reino Unido)    | Medalla de oro   | Solo libre        |
| 2016               | Londres (Reino Unido)    | Medalla de oro   | Dúo técnico       |
| 2016               | Londres (Reino Unido)    | Medalla de oro   | Dúo libre         |